# Ariana (Uatu Haco)
Ariana ist eine osttimoresische Siedlung im Suco Uatu Haco (Verwaltungsamt Venilale, Gemeinde Baucau).

## Geographie und Einrichtungen

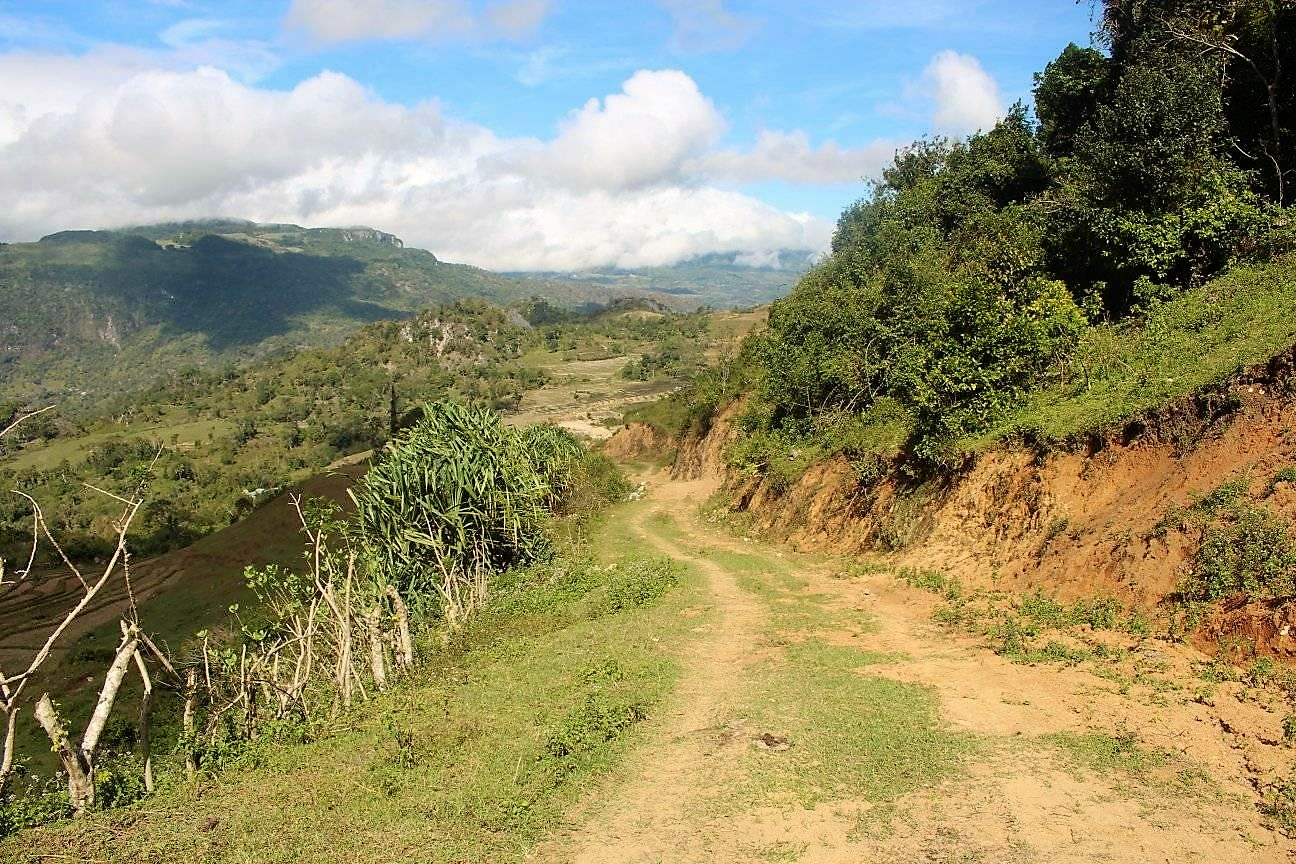
Landschaft bei Ariana

Ariana liegt im Westen der Aldeia Lia Bala in einer Meereshöhe von 834 m. Nordöstlich befindet sich der Weiler Luaholi und östlich der Weiler Lia Bala. Nordwestlich liegt der Berg Foho Ariana (967 m), auf dem sich eine Maria-Hilf-Statue (Maria Auxiliadora) befindet. Außerdem gibt es eine heiße Quelle, die zum Baden benutzt wird. Im Ort befinden sich eine Kapelle und die Escola Primaria Catolica Ariana (Katholische Grundschule Ariana) sowie am Ortsrand der Friedhof Vaiculo.

## Geschichte
1990 trafen sich in Ariana der indonesische Gouverneur des besetzten Osttimors Mário Viegas Carrascalão und der FALINTIL-Kommandant Xanana Gusmão zum zweiten Mal für Friedensgespräche.